# 1999년 미식축구 월드컵
1999년 미식축구 월드컵은 국제 미식축구 연맹 (IFAF)가 주관하는 첫 번째 미식축구 월드컵 대회이다. 1999년 6월 24일부터 7월 4일까지 이탈리아 팔레르모에서 개최되었다. 총 6개국이 참가하였으며 일본이 첫 우승을 차지하였다.
이 대회에서 미국 (2002년까지 IFAF 연맹국이 아니었음)과 캐나다는 코소보 전쟁이 이제 막 끝난 상태이기에 보안 문제가 있다며 불참했다.

## 조별 예선

### A조
| 팀       | 경기 | 승 | 패 | 득  | 실  |
| -------- | ---- | -- | -- | --- | --- |
| 멕시코   | 2    | 2  | 0  | 143 | 0   |
| 이탈리아 | 2    | 1  | 1  | 28  | 61  |
| 핀란드   | 2    | 0  | 2  | 7   | 117 |

### B조
| 팀         | 경기 | 승 | 패 | 득 | 실 |
| ---------- | ---- | -- | -- | -- | -- |
| 일본       | 2    | 2  | 0  | 82 | 7  |
| 스웨덴     | 2    | 1  | 1  | 29 | 34 |
| 오스트리아 | 2    | 0  | 2  | 6  | 76 |

## 결선
| 결승전 |        |   |  |  |  |  |
|        |        |   |  |  |  |  |
|        |        |   |  |  |  |  |
|        | 일본   | 6 |  |  |  |  |
|        | 멕시코 | 0 |  |  |  |  |

멕시코와 일본 모두 예선전에서 1패도 하지 않은 채 결승전에 진출했다. 멕시코는 지난 두 차례의 경기에서 상대팀에게 단 1점도 허용하지 않았으며 특히 핀란드와는 89-0 (IFAF 월드컵 사상 최다 득점), 이탈리아와는 54-0의 경이로운 점수를 따내기도 했다.
결승전 역시 팽팽한 접전 속에서 두 팀 모두 턴오버를 저지르기도 했고 (멕시코 5회, 일본 2회), 결국 멕시코가 본 경기에서는 처음으로 한 쿼터도 득점하지 못했다. 반면 일본은 총 야드점수에서 233대 198로 근소하게 앞서나갔으며 막판에는 스나가 선수가 아베 선수에게 5야드 패스로 첫 득점에 성공했다. 거기다 엑스트라 포인트 킥으로 일본은 6-0으로 앞서나갔다.
| 1999년 미식축구 월드컵 |
| ---------------------- |
| 일본 첫 번째 우승      |